# شهرستان سنت کلیر (میشیگان)
شهرستان سنت کلیر، میشیگان (به انگلیسی: St. Clair County, Michigan) یک سکونتگاه مسکونی در ایالات متحده آمریکا است که در میشیگان واقع شده‌است.